# Fukushima (prefectuur)

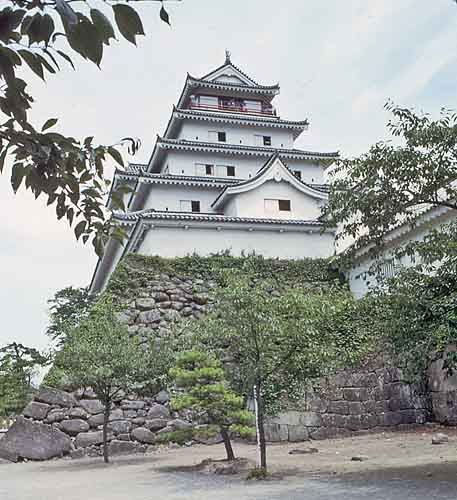
Kasteel van Aizuwakamatsu

De prefectuur Fukushima  (Japans: 福島県, Fukushima-ken) is een Japanse prefectuur in de regio Tohoku in Honshu. Fukushima heeft een oppervlakte van 13.782,75 km² en had op 1 mei 2009 een bevolking van 2.045.516 inwoners. De bevolkingsdichtheid bedroeg 148 inw./km². De hoofdstad is Fukushima.
De prefectuur werd op 11 maart 2011 ernstig getroffen door de zeebeving nabij Sendai. Er ontstond veel schade, onder andere aan de Kerncentrale Fukushima I in Okuma, waardoor er een kernramp ontstond. Meer dan 45.000 mensen werden uit de buurt geëvacueerd.

## Geschiedenis
De prefectuur Fukushima was voor de Meiji-restauratie een deel van de voormalige provincie Mutsu.

## Geografie
De administratieve onderverdeling is als volgt:

### Zelfstandige steden (市) shi
Er zijn 13 steden in de prefectuur Fukushima.
- Aizuwakamatsu
- Date
- Fukushima (hoofdstad)
- Iwaki
- Kitakata
- Koriyama
- Minamisoma
- Motomiya
- Nihonmatsu
- Shirakawa
- Soma
- Sukagawa
- Tamura

### Gemeenten (郡 gun)
De gemeenten van Fukushima, ingedeeld naar district:
| District         | Gemeenten                                                                |
| ---------------- | ------------------------------------------------------------------------ |
| Adachi           | Otama                                                                    |
| Date             | Kawamata - Kori - Kunimi                                                 |
| Futaba           | Futaba - Hirono - Katsurao - Kawauchi - Namie - Naraha - Ōkuma - Tomioka |
| Higashishirakawa | Hanawa - Samegawa - Tanagura - Yamatsuri                                 |
| Ishikawa         | Asakawa - Furudono - Hirata - Ishikawa - Tamakawa                        |
| Iwase            | Kagamiishi - Tenei                                                       |
| Kawanuma         | Aizubange - Yanaizu - Yugawa                                             |
| Minamiaizu       | Hinoemata - Minamiaizu - Shimogo - Tadami                                |
| Nishishirakawa   | Izumizaki - Nakajima - Nishigo - Yabuki                                  |
| Onuma            | Aizumisato - Kaneyama - Mishima - Showa                                  |
| Soma             | Iitate - Shinchi                                                         |
| Tamura           | Miharu - Ono                                                             |
| Yama             | Bandai - Inawashiro - Kitashiobara - Nishiaizu                           |

### Fusies
(Situatie op 23 juni 2009) 
Zie ook: Gemeentelijke herindeling in Japan
- Op 1 november 2004 werd de gemeente Kitaaizu van het District Kitaaizu geannexeerd bij de stad Aizuwakamatsu. Het District Kitaaizu verdween ten gevolge van deze annexatie.[2]
- Op 1 maart 2005 smolten de gemeenten Funehiki, Ogoe, Takine, Tokiwa en Miyakoji allen van het District Tamura samen tot de nieuwe stad Tamura.[3]
- Op 1 april 2005 werden de gemeenten Naganuma en Iwase van het District Iwase aangehecht bij de stad Sukagawa.[3]
- Op 1 oktober 2005 smolten de gemeenten Aizuhongou, Aizutakada en Niitsuru, allen het District Onuma, samen tot de nieuwe gemeente Aizumisato.[3]
- Op 1 november 2005 werd de gemeente Kawahigashi van het District Kawanuma geannexeerd bij de stad Aizuwakamatsu.[3]
- Op 7 november 2005 werden de gemeenten Higashi, Omotego en Taishin van het District Nishishirakawa geannexeerd bij de stad Shirakawa.[3]
- Op 1 december 2005 werden de gemeenten Adachi, Iwashiro en Towa (allen van het District Adachi) geannexeerd bij de stad Nihonmatsu.[3]
- Op 1 januari 2006 fuseerden de gemeenten Date, Hobara, Ryozen, Tsukidate en Yanagawa van het District Date tot de nieuwe stad Date.[4]
- Op 1 januari 2006 fuseerde de stad Haramachi met de gemeenten Kashima (Fukushima) en Odaka van het district Soma tot de nieuwe stad Minamisoma.[4]
- Op 1 januari 2006 werden de gemeenten Shiokawa, Yamato, Atsushiokanou en Takasato (allen van het District Yama) geannexeerd bij de stad Kitakata.[4]
- Op 20 maart 2006 smolten de gemeenten Tajima, Tateiwa, Ina (Fukushima) en Nangou (allen van het District Minamiaizu) tot de nieuwe gemeente Minamiaizu.[4]
- Op 1 januari 2007 fuseerden de gemeenten Motomiya en Shirasawa (beide van het District Adachi) tot de nieuwe stad Motomiya.[5]
- Op 1 juli 2008 werd de gemeente Iino van het district Date aangehecht bij de stad Fukushima. Er was voorzien dat de gemeente Kawamata eveneens zou fuseren op deze datum. Op 15 september 2006 stemde de gemeenteraad van Kawamata echter tegen dit plan waardoor de geplande fusie niet doorging.[6]

## Bezienswaardigheden
- Kasteel van Aizuwakamatsu (会津若松城, Aizuwakamatsu-jō), ook bekend als Kasteel Tsuruga (鶴ヶ城, Tsuruga-jō)[7]